# Маноле (село)
Маноле (болг. Маноле) — село в Болгарии. Находится в Пловдивской области, входит в общину Марица. Население составляет 2 894 человека (2008).
Село расположено в 18 км от Пловдива, к востоку от села Рогош и к юго-западу от села Манолско-Конаре.

## История
Село впервые упоминается в регистрационных документах Османской империи в 1488 году. Название села тогда было Манул. В 1928 году в селе была построена школа имени Васила Левски и церковь во имя Святого Дмитрия. Церковь, как и село пострадали от Чирпанского землетрясения, но были восстановлены.

## Политическая ситуация
В местном кметстве Маноле, в состав которого входит Маноле, должность кмета (старосты) исполняет Ташо Пенков Пенков (Болгарский земледельческий народный союз (БЗНС)) по результатам выборов правления кметства.
Кмет (мэр) общины Марица — Запрян Иванов Дачев (Болгарская социалистическая партия (БСП)) по результатам выборов в правление общины.

## Транспорт
Село соединено с другими населёнными пунктами пассажирским автотранспортным и железнодорожным сообщением.